# 美山町立北山小学校伊往戸分校
美山町立北山小学校伊往戸分校（みやまちょうりつ きたやましょうがっこう　いおとふんこう）は、かつて岐阜県山県郡美山町（現・山県市）に存在した公立小学校の分校。

## 概要
- 美山町立北山小学校の分校であり、現在の山県市神埼の伊往戸地区に存在した。1981年廃校。
- 校舎は2014年頃に取り壊され、2018年現在は空き地となっている。

## 沿革
- 1873年（明治6年） - 伊往戸村に習貫堂[注釈 2]の支校として、習貫堂支校盛行舎が開校する。
- 1875年（明治8年） - 神崎村、仲越村、伊往戸村が合併し、神崎村が発足。。
- 1879年（明治12年） - 独立し、盛行学校に改称する。
- 1886年（明治19年） - 盛行尋常小学校に改称する。
- 1897年（明治30年） - 
  - 片原村、神崎村、円原村が合併し、北山村が発足。
  - 片原尋常小学校、神崎尋常小学校、盛行尋常小学校が統合され、北山南尋常小学校となる。
- 1899年（明治32年） - 旧・盛行尋常小学校校舎を使用し、伊往戸分教場を設置する。
- 1941年（昭和16年）4月1日 - 北山国民学校伊往戸分教場に改称する。
- 1947年（昭和22年）4月1日 - 北山村立北山小学校伊往戸分校に改称する。
- 1955年（昭和30年）4月1日 - 山県郡富波村、谷合村、葛原村、北武芸村、西武芸村、北山村、および武儀郡乾村と合併し美山村が発足。同時に美山村立北山小学校に改称する。
- 1964年（昭和39年）4月1日 - 町制施行し美山町となる。同時に美山町立北山小学校伊往戸分校に改称する。
- 1981年（昭和56年）3月 - 廃止。